# ملعب فيرونغا
ملعب فيرونغا هو ملعب رياضي يقع في مدينة غوما في جمهورية الكونغو الديمقراطية. يعتبر المحتضن الرسمي لمباريات نادي فيرونغا، و الملعب يتسع ل 8.000 مشجع.